# 30 dni mroku: Czas ciemności
30 dni mroku: Czas ciemności (ang. 30 Days of Night: Dark Days) – amerykański horror z 2010 na podstawie komiksu o tym samym tytule. Reżyserem i scenarzystą jest Ben Ketai, a współscenarzystą Steve Niles. Jest sequelem filmu z 2007 pt. 30 dni mroku.
Film był kręcony w kanadyjskim mieście Vancouver.

## Opis fabuły
Stella Oleson przeprowadza się z Alaski do Los Angeles. Chce pomścić śmierć męża, Ebena. Musi stawić czoło miejscowej społeczności wampirów.

## Obsada
- Rhys Coiro – Paul
- Ben Cotton – Dane
- Troy Ruptash – Agent Norris
- Mia Kirshner – Lilith
- Kiele Sanchez – Stella Oleson
- Diora Baird – Amber
- Harold Perrineau – Todd
- Katie Keating – Jennifer
- Katharine Isabelle – Stacey
- Stephen Huszar – Eben Oleson